# James Simpson
Pour les articles homonymes, voir Simpson.
James Simpson, né le 25 juillet 1799 à Londres et mort en 4 mars 1869, est un ingénieur britannique. Il est surtout connu pour être l'un des pionniers du traitement de l'eau. Il a été président de l'Institution of Civil Engineers de janvier 1853 à janvier 1855. Il fut Fellow of the Royal Society et Fellow of the Royal Society of Arts (en)

## Biographie
Simpson était le quatrième fils de Thomas Simpson, ingénieur de la Chelsea Waterworks Company. James succède à son père à la fois à ce poste et à celui d'ingénieur de la Lambeth Waterworks Company. Il a inventé le système de filtration de l'eau de Londres jouant un rôle décisif contre le choléra et c’est sous ses instructions que le Chelsea Waterworks Company est devenue la première de Grande-Bretagne à installer un système de filtration lente sur sable pour purifier l'eau qu'ils puisaient de la Tamise. Ce filtre était en premier lieu constitué de lits successifs de briques, de gravier et de sable en vrac pour éliminer les solides de l'eau. Il a également conçu les ouvrages hydrauliques du château de Windsor, de Bristol, de la jetée de Southend on Sea ou du Château de Hampton Court. Il a fondé J. Simpson & Co., fabricant des moteurs à vapeur et des pompes. Il a apporté plusieurs améliorations à la conception de ces machines. Son décès est survenu le 4 mars 1869 à sa résidence, Westfield Lodge à Kingston-on-Thames, et sa dépouille a été enterrée au cimetière de Brompton, les funérailles ont été suivies par un grand rassemblement du Conseil et des officiers britanniques, de ses collègues et autres amis.